# Dornraptor
Dornraptor – nazwa dinozaura z grupy teropodów (Theropoda) żyjącego w jurze wczesnej (hettang lub synemur) na terenach obecnej Europy. Gatunkiem typowym jest Dornraptor normani, którego holotyp stanowi niekompletna prawa kończyna tylna (znane skamieniałości obejmują koniec dalszy kości udowej i jedną trzecią kości piszczelowej; kości te zostały znalezione razem z kością strzałkową, która prawdopodobnie zaginęła) oznaczona BMNH 39496. Prawdopodobnie znany materiał kopalny obejmuje również niekompletną lewą kość udową oznaczoną GSM 109560; według Barona (2024) za zaliczeniem BMNH 39496 i GSM 109560 do tego samego gatunku przemawia odkrycie obu okazów w osadach tej samej formacji na tym samym stanowisku oraz fakt, że oba okazy są kośćmi teropodów o podobnych rozmiarach i zbliżonej pozycji filogenetycznej, a ich anatomia odróżnia je od odpowiadających im kości współczesnych im teropodów takich jak Dracoraptor hanigani czy Sarcosaurus woodi. Skamieniałości Dornraptor znaleziono w Anglii (w hrabstwie Dorset).
Jako pierwszy wyżej wymienione skamieniałości opisał Richard Owen; należały one do zbioru skamieniałości, na podstawie którego Owen opisał gatunek Scelidosaurus harrisonii. Późniejsi autorzy odkryli jednak, że w rzeczywistości kości te należą do teropodów. Paleontolodzy Samuel Welles i H. Philip Powell pracowali nad rewizją europejskich teropodów, w ramach której planowali wyróżnić na podstawie tych skamieniałości nowy gatunek „Merosaurus newmani”; ostatecznie jednak rewizja ta nie została przez nich opublikowana. Ich manuskrypt uzupełnił i wydrukował Stephan Pickering w 1995 roku; jednak nie spełnił on kryteriów wymaganych przez Międzynarodowy Kodeks Nomenklatury Zoologicznej dla publikacji, w których nazywane są nowe taksony. Formalny opis nowego taksonu opublikował Matthew Baron w 2024 roku, nadając teropodowi nazwę Dornraptor normani. Nazwa rodzajowa pochodzi od słowa Dorn, będącego skróconą wersją Dornwaraceasetr, to jest staroangielskiej nazwy części Anglii w zbliżeniu odpowiadającej obecnemu hrabstwa Dorset, oraz od łacińskiego słowa raptor ("złodziej/rabuś"). Epitet gatunkowy honoruje paleontologa Davida Normana.
Pozycja filogenetyczna Dornraptor normani w obrębie teropodów jest niepewna. Newman (1968) uznał, że skamieniałości Dornraptor należą do teropoda z rodziny megalozaurów; Naish i Martill (2007) ograniczyli się do uznania tych kości za należące do przedstawiciela kladu Tetanurae, a Benson (2010) stwierdził, że wszystkie te kości można jedynie uznać za należące do teropodów o niepewnej pozycji filogenetycznej. Baron (2024) uznał Dornraptor normani za przedstawiciela kladu Averostra.